# Luca Dal Fabbro
Luca Dal Fabbro (Roma, 1º gennaio 1951) è un attore, doppiatore, direttore del doppiaggio e dialoghista italiano.

## Biografia
Figlio degli attori Nino Dal Fabbro (1923-1980) e Vanna Polverosi (1915-2005), da adolescente, nella prima metà degli anni settanta, ha iniziato a lavorare come attore in teatro, televisione e radio.
Ha recitato in alcuni sceneggiati televisivi della Rai, fra cui Ritratto di donna velata, mentre al cinema ha interpretato il ruolo di Ray nel lungometraggio Caro Michele, diretto da Mario Monicelli e tratto dall'omonimo romanzo di Natalia Ginzburg.
È la voce italiana dell'attore Steve Buscemi, doppiato per la prima volta nel ruolo di Mr. Pink ne Le iene nel 1992. Ha anche prestato la voce all'attore Bruno Kirby in Harry, ti presento Sally... e Scappo dalla città - La vita, l'amore e le vacche, a Paul Giamatti in The Truman Show e al personaggio di Efialte in 300. È inoltre la voce di Carletto nelle varie pubblicità dei sofficini, del cane a sei zampe dell'Eni, di Einstein dell'Eurospin e dell'uccellino Uliveto.
Dal 2002 è il doppiatore di Pimpi della Disney; sua è anche la voce italiana dello scienziato malvagio Heinz Doofenshmirtz in Phineas e Ferb di Excalibur nell'anime Soul Eater e anche di Randall Boggs in Monsters University (che in originale ha la voce di Steve Buscemi), precedentemente interpretato in italiano da Daniele Formica.
Dal Fabbro ha partecipato al doppiaggio inglese (diretto da Francesco Vairano) del film Pinocchio (2019) di Matteo Garrone, doppiando tutti e tre i personaggi interpretati da Davide Marotta: il Grillo Parlante, la Marionetta Pantalone, e uno dei conigli becchini.

## Teatro

### Attore
- La donna perfetta, di Dacia Maraini, regia di Dacia Maraini e Annabella Cerliani, Biennale di Venezia, 1974
- Donne, donne eterni dei, testo e regia di Annabella Cerliani, 1975
- Affabulazione, di Pier Paolo Pasolini, regia di Vittorio Gassman, Roma, Teatro Tenda, 1977
- Il marchese von Keith di Frank Wedekind, regia di Nino Mangano, Trieste, 1979[5]
- La bottega dell'orefice di Andrej Jawien, 1980
- L'orologio americano, di Arthur Miller, regia di Elio Petri, Genova, 1981
- L’affare Danton, di Stanisława Przybyszewska, regia di Andrzej Wajda, Trieste, 1982[6]
- Storia al biliardo e altre storie, testo e regia di Romeo De Baggis, 1986
- La notte di Madame Lucienne, di Copi, regia di Silvio Benedetto, 1986
- Solo per amore, di Carla Vangelista e Luca Di Fulvio, regia di Tonino Pulci, Roma, Teatro dell’Orologio, 1989
- Grandi balene, testo e regia di Gianfranco Calligarich, 1998
- Le relazioni pericolose, di Mario Moretti, regia di Riccardo Cavallo, Roma, Teatro dell’Orologio, 2000
- La dodicesima notte, di William Shakespeare, regia di Luca Simonelli, Fiuggi, 2000
- L'uomo che non poteva morire, 2002
- Il giardino dei ciliegi, di Anton Čechov, regia di Riccardo Cavallo, Roma, Teatro dell’Orologio, 2005

### Regista
- Memoria della follia, da Lev Tolstoj, Roma, Teatro Tordinona, 1990[7]
- La crazy gang di autori vari, Roma, Teatro Orione
- Solo per amore di Carla Vangelista e Luca Di Fulvio, Trieste, 1996-97
- Camera con crimini di Sam Bobrick e Ron Clark, Roma, Teatro Colosseo, 1996-97

## Radio
- Angela 1ª chiama Cariddi, di Giorgio Fontanelli, regia di Dante Raiteri, 13 febbraio 1974.
- La bugiarda, di Diego Fabbri, regia di Andrea Camilleri, 15 gennaio 1975.
- La fattoria, di David Storey, regia di Giacomo Colli, 22 novembre 1976.
- Tutti bambini buoni salgono in cielo, regia di Gianfranco Giagni, 9 puntate, dal 18 al 26 giugno 1977.
- Il vecchio della montagna, di Grazia Deledda, regia di Ruggero Jacobbi, 10 puntate, dal 24 ottobre al 4 novembre 1977.
- La bottega dell'orefice, di Andrej Jawien, regia di Aleksandra Kurczab, 1º marzo 1979.
- L'incontro, di Ugo Leonzio, regia di Carlo Di Stefano, 5 giugno 1981.
- La belva umana, testo e regia di Jean Ludwigg, 20 ottobre 1981.
- La meravigliosa storia di Peter Schlemil, di Adelbert von Chamisso, regia di Ellis Donda, 17 gennaio 1982.
- Voci indiscrete, regia di Ida Bassignano, 40 puntate, dal 26 ottobre al 21 dicembre 1992
- Sam Torpedo, scritto e diretto da Gaetano Cappa, 24 puntate (Rai Radio 2, 2002)

## Filmografia
- Quaranta giorni di libertà, regia di Leandro Castellani – miniserie TV (1974)[8]
- Ritratto di donna velata, regia di Flaminio Bollini – miniserie TV (1975)
- Caro Michele, regia di Mario Monicelli (1976)
- Extra, regia di Daniele D'Anza – miniserie TV (1976)[9]
- Patatine di contorno di Arnold Wesker, regia di Andrea Frezza - prosa televisiva trasmessa il 9 aprile 1976.[10]
- Edipo re di Sofocle, regia di Vittorio Gassman - prosa televisiva trasmessa il 15 aprile 1977.[10]
- Con gli occhi dell'occidente – serie TV (1979)[11]
- I giochi del diavolo, episodio L'uomo della sabbia, regia di Giulio Questi – film TV (1981)
- George Sand, regia di Giorgio Albertazzi - minisierie TV (1981)[12]
- La professione della signora Warren di George Bernard Shaw, regia di Giorgio Albertazzi, prosa televisiva trasmessa il 21 dicembre 1981.[13]
- L'affare Danton, regia di Andrzei Wajda e Dino B. Partesano - prosa televisiva trasmessa in due parti tra il 20 e 21 gennaio 1984.[14]

## Doppiaggio

### Film
- Steve Buscemi in Le iene, Fargo, Cosa fare a Denver quando sei morto, Mosche da bar, Fuga da Los Angeles, Con Air, Prima o poi me lo sposo, Il grande Lebowski, Armageddon - Giudizio finale, Ghost World, La zona grigia, Spy Kids 2 - L'isola dei sogni perduti, Missione 3D - Game Over, Coffee and Cigarettes, The Island, Romance & Cigarettes, Manuale d'infedeltà per uomini sposati, Interview, Oltre le regole - The Messenger, Mr Cobbler e la bottega magica, L'incredibile vita di Norman, Morto Stalin, se ne fa un altro, Charley Thompson, Il re di Staten Island, Hubie Halloween, Gli amici delle vacanze 2
- William H. Macy in Cellular, Un uomo qualunque, Il mistero della pietra magica, The Maiden Heist - Colpo grosso al museo, The Lincoln Lawyer, Cake, Ti lascio la mia canzone, Ti presento i suoceri, Il regno del pianeta delle scimmie
- Joe Pantoliano in Harry e Carota, Il gemello scomodo, Pronti alla rissa, Hide and Seek, Percy Jackson e gli dei dell'Olimpo - Il ladro di fulmini, È solo l'inizio, Bad Boys for Life
- Bruno Kirby in Good Morning, Vietnam, Harry, ti presento Sally..., Scappo dalla città - La vita, l'amore e le vacche
- Charles Martin Smith in Inviati molto speciali, The Beast - Abissi di paura, Alibi perfetto
- Matt Craven in Allarme rosso, Assault on Precinct 13
- Paul Giamatti in The Truman Show, Man on the Moon
- Brad Dourif in Mississippi Burning - Le radici dell'odio, Effetti collaterali
- David Eigenberg in Sex and the City, Sex and the City 2
- Andrew Tiernan in 300, 300 - L'alba di un impero
- John Turturro in Crocevia della morte, Vivere e morire a Los Angeles
- Ron Howard in American Graffiti
- Stephen Furst in Animal House
- Lance Guest ne Il signore della morte
- Raúl Juliá ne Il bacio della donna ragno
- Johnny Depp in Platoon
- Jonathan Stark in Fuga dal futuro - Danger Zone
- Leland Crooke in A servizio ereditiera offresi
- Brad Greenquist in Cimitero vivente
- Adam Nelson in The Abyss
- Dan Bell in Darkman
- John Lavachielli ne Il giallo del bidone giallo
- Wayne Knight ne L'altro delitto
- Brad Pitt in Vite dannate
- Dermot Mulroney in Tutto può accadere
- William Forsythe in Giustizia a tutti i costi
- Tom Mason in F/X 2 - Replay di un omicidio
- Kevin Schon in Pezzi duri... e mosci
- Peter MacNicol ne La famiglia Addams 2
- Jeremy Piven in Cuba libre - La notte del giudizio
- Ryan Stiles in Hot Shots! 2
- Peter Friedman in Occhi nelle tenebre
- Arliss Howard in Assassini nati - Natural Born Killers
- Denis Forest in The Mask
- Ray Xifo in Angie - Una donna tutta sola
- Joe Nipote in Casper
- Philip Glenister in Hooligans
- Chris Penn in A Wong Foo, grazie di tutto! Julie Newmar
- Antonio Zequila in Tradita a morte[15]
- Bodhi Elfman in Codice Mercury
- Mackenzie Crook in I fratelli Grimm e l'incantevole strega
- Gregory Sporleder in The Rock
- Rhys Ifans in Le riserve
- Colin Firth in La fidanzata ideale
- David Alan Grier in Un diamante con le ali
- Frank Koppala in Hot Dog... The Movie
- Monty Montgomery in Mulholland Drive
- David Patrick Kelly in K-PAX - Da un altro mondo
- John C. McGinley in Articolo 99
- Tony Plana in Romero
- Kevin Nealon in Cani dell'altro mondo
- Dominique Pinon in Una lunga domenica di passioni
- Philippe Duclos in La commedia del potere
- Carlos Lasarte in Hipnos
- Blanca Portillo in Il destino di un guerriero
- Wang Xueqi in Bodyguards and Assassins
- Bradley Cooper in Il peggior allenatore del mondo
- Davide Marotta in Pinocchio (film 2019, versione inglese)
- Dexter Fletcher in La probabilità statistica dell'amore a prima vista
- Gregory Jbara in Oppenheimer

### Film d'animazione
- Pimpi in Winnie the Pooh: Tempo di regali, Buon anno con Winnie the Pooh, Pimpi, piccolo grande eroe, Winnie the Pooh: Ro e la magia della primavera, Winnie the Pooh e gli Efelanti, Il primo Halloween da Efelante, Winnie the Pooh - Nuove avventure nel Bosco dei 100 Acri, Ritorno al Bosco dei 100 Acri
- Wayne Werewolf in Hotel Transylvania, Hotel Transylvania 2, Hotel Transylvania 3 - Una vacanza mostruosa, Hotel Transylvania - Uno scambio mostruoso
- Giac in Cenerentola II - Quando i sogni diventano realtà, Cenerentola - Il gioco del destino
- Molla in Casper - Un fantasmagorico inizio, Casper e Wendy - Una magica amicizia
- Lenny in Toy Story - Il mondo dei giocattoli, Toy Story 2 - Woody e Buzz alla riscossa
- Raul in Happy Feet, Happy Feet 2
- Frank, topo esca in Bianca e Bernie nella terra dei canguri
- Roger Klotz in Doug - Il film
- Fiocco in Alla ricerca di Nemo
- Fratelli Willie in Mucche alla riscossa
- Jacques in Valiant - Piccioni da combattimento
- Craven in Sabrina - Amiche per sempre
- Cocchiere in Tiffany e i tre briganti
- Zibba in Magic Sport - Il calcio magnetico
- Munk in Cenerentola e gli 007 nani
- Strillone in Donkey Xote
- Flint in Dragonlance
- Indiano in Panico al villaggio
- Ziro in Star Wars: The Clone Wars
- Delon in Sammy 2 - La grande fuga
- Lui in Laputa - Castello nel cielo
- Scarlett Morgan in Pirati! Briganti da strapazzo
- Chuck in La leggenda della montagna incantata
- Randall Boggs in Monsters University
- Skalk in Khumba
- Bing Bong in Inside Out
- Confi in Pedro: Galletto coraggioso
- Lug in La canzone del mare
- Nefarius in Ratchet & Clank
- Vladimir in Il più grande uomo scimmia del Pleistocene
- Sammy Bagel Jr. in Sausage Party - Vita segreta di una salsiccia
- Francis E. Francis in Baby Boss
- Brian ne I primitivi
- Arri in La principessa e il drago
- Dottor Heinz Doofersmitz in Phineas e Ferb: Il film - Nella seconda dimensione
- Hamish in 200% lupo
- Nazaroff in Lupin III - L'amore da capo: Fujiko's Unlucky Days
- Il pescatore in Pinocchio (2012)
- Sig. Chihuahua in Arkie e la magia delle luci
- Lord Thorne in Il Signore degli Anelli - La guerra dei Rohirrim
- Cain Barzard in The Seven Deadly Sins - Nanatsu no taizai
- Scimpanzé in Ooops! Ho perso l'arca...
- Larry Phillips in Pupazzi senza gloria
- Affiliato ai Maschi Maestri in Dililì a Parigi
- Smug in Trash - La leggenda della piramide magica
- Vicario Chasuble in Il fantasma di Canterville
- L'invasore alieno in Un'avventura spaziale - Un film dei Looney Tunes

### Serie televisive
- Steve Buscemi ne I Soprano, E.R. - Medici in prima linea, 30 Rock, Mercoledi
- David Eigenberg in Sex and the City, Chicago Fire
- Denis O'Hare in American Horror Story
- Raphael Sbarge in Prison Break
- Brian Stepanek in Zack e Cody al Grand Hotel, Zack e Cody sul ponte di comando, Disney Channel Games
- Chucky in Chucky
- Patrick Garrow in Reacher
- Mark Wheeler in Colombo
- Joe Lo Truglio in Brooklyn nine-nine
- Peter Bartlett in Only Murders in the Building
- Carlos Cámara Jr. in Leonela
- Jeff Fahey in Fire Country

### Serie animate
- Pimpi ne I miei amici Tigro e Pooh, Dottoressa Peluche
- Jon Arbuckle e vari personaggi negli speciali televisivi di Garfield[16]
- Megane (2ª voce), Mendo (3ª voce), Tsubame e Sakurambo (2ª voce) in Lamù
- Daffy Duck (ep. 1.47), Baloney (ep. 1.61) e Buddy (ep. 1.65) in Animaniacs[17]
- Gil Gunderson (st. 18+), Tom Wolfe (ep. 18.6) e notaio (ep. 34.19) ne I Simpson[18]
- Charlie e Harry Grant in Candy Candy
- Zeep Xanflorp e Il Mago in Rick and Morty
- Masao in Bia - La sfida della magia
- Alex Stardust in La corazzata Yamato
- Lovelock in Dominion Tank Police
- Billy in Jenny la tennista
- Ing. Fabry in Peline Story
- Valvola in TaleSpin
- Sveglia in Babalous
- Conte Saint Germain in Master Mosquiton
- Dr. Scarecrow in SuperDoll Rika-chan
- Zietta Aki in Abenobashi - Il quartiere commerciale di magia
- Bill in Bill e Ben
- Woof in Aia!
- Pop in Bear nella grande casa blu
- Dottor Doofenshmirtz in Phineas e Ferb
- Kertasnikir “Kert” in Hilda
- Mego in Kim Possible
- Excalibur in Soul Eater
- Stregone in George della giungla
- Paco in Maya & Miguel
- Professor Moleguaco in A scuola con l'imperatore
- Zio Skeeter in Juniper Lee
- Robozo in I Vampiriani - Vampiri vegetariani
- Goyan in Pretty Cure Splash Star
- Shericon in Polli Kung Fu
- Vero Falco ne I Dalton
- Murakami-San in Teenage Mutant Ninja Turtles - Tartarughe Ninja
- Lord Chiappequadre in Le tenebrose avventure di Billy e Mandy
- Lucio "Louie" Watterson in Lo straordinario mondo di Gumball
- Billy in Harvey Girls per sempre! e I ragazzi di Harvey Street
- Roger Klutz in Doug
- Ryu in Tansor 5 - Avventura nella scienza
- Shaggy Rogers in The New Scooby and Scrappy-Doo Show
- Uri Reiss in L'attacco dei giganti
- Cain Barzad in The Seven Deadly Sins - Nanatsu no taizai
- Granchilante in One-Punch Man
- Quincy Magoo in Mr. Magoo
- Kōshi Rikudō in Excel Saga
- Ernesto Gonzalez in Bordertown
- il Rabbino in Big Mouth
- John F. Kelly in Our Cartoon President
- Hop Pop in Anfibia (2ª voce)

### Programmi televisivi
- Wild Bill in Mountain Monsters
- Ernie Brown Jr. in Turtleman
- Chuck Kountz in Fat N' Furious: Grassi ma veloci
- Laurence Martin in Affari in valigia
- Philip Rosenthal in Date da mangiare a Phil

### Film TV
- Stephen Tobolowsky in Mowgli e il libro della giungla

### Spot pubblicitari
- Sofficini Findus, Acqua Rocchetta, Supermercati Eurospin, Eni gas e luce.

### Videogiochi
- Randall in Monsters & Co. L'Isola dello Spavento (2001),[19] Disney Infinity (2013)[20]
- Fiocco in Alla ricerca di Nemo (2003)[21]
- Dott. Heinz Doofenshmirtz in Phineas e Ferb (2009)[22]
- James Hsu in Fallout: New Vegas (2010)[23]
- Pimpi in Disneyland Adventures (2011)[24]
- Abe in Epic Mickey 2: L'avventura di Topolino e Oswald (2012)[25]
- Deadman Deadman (Guillermo del Toro) in Death Stranding (2019),[26] Death Stranding 2: On the Beach (2025)[27]
- Senatore Sejan in Star Wars Jedi: Survivor (2023)[28]